# دارة عزة
دارة عزة  من المدن السورية في محافظة حلب المعارضة لنظام الأسد حيث تعتبر شرارة المظاهرات حنيها ومنها انطلقت معركة ردع العدوان التي انتهت بتحرير سوريا من النظام المجرم ويتميز أهلها بكرم ضيافتهم وهناك العديد من المهن المشهورة مثل مهنة النسيج اليدوي في البيوت التي عملت بها العديد من العائلات ومن بين هذه العائلات عائلة العاصي والتي إلى الآن تحتفظ بآلة نسيج يدوية في بيتها

## نبذه
تقع إلى الغرب من مدينة حلب في سوريا وعلى مسافة 30 كم.
تعود شهرتها لكونها واقعة على طريق قلعة سمعان «كنيسة القديس سمعان العمودي» والتي تقع على بعد 5 كم من المدينة شمالاً، وتشتهر هذه المدينة الهادئة بطباع قروية اصيلة منتشرة بين الجيل القديم وعادات متمدنة جلبها معهم قاطنو مدينة حلب.
بعد الاستقلال جرى منذ عام 1947 م إحصاء عام وشامل، بلغ عدد سكان «دارة عزة» (4600) نسمة وفي عام 1960 م جرى أول تعداد رسمي وعملي بلغ (8533) نسمة وفي عام 1970 م بلغ (13674) نسمة وفي 1981م 17640 نسمة وفي عام 1994 م 26451 نسمة وفي عام 2003 م 37183 نسمة وجرى إحصاء شامل لتعداد سكان الجمهورية العربية السورية في عام 2004 م فبلغ عدد السكان في مدينة «دارة عزة» واحداً وأربعين ألفا وستاً وستين نسمة
وفي عام 2010 بلغ عدد سكان المدينة 72317 نسمة وفي ظل انطلاق الثورة السورية بلغ عدد سكان المدينة عام 2023 حسب إحصائيات المجلس المحلي 96613 نسمة . أما عدد سكان القرى الملحقة بمدينة «دارة عزة» فهي كما يلي:
عنجارة: ثلاثة عشر ألفا اربعمئة وثلاث وخمسون نسمة
قبتان الجبل: تسعة آلاف وسبعمئة وستون نسمة
تقاد: سبعة آلاف ومائة واثنتا عشرة نسمة
حور: ثلاثة آلاف وثمانمائة واثنتان وثلاثون نسمة
رحاب: ألف ومائة وتسع عشرة نسمة
بسرطون: أربعة آلاف وثلاث وخمسون نسمة
بشقاتين: ألف وخمسمائة وإحدى وعشرون نسمة
الهوته: ألف وستمائة وخمس وأربعون نسمة
بشنطرة: ألف واربعمئة وخمس وخمسون نسمة

## الآثار
دلت التحريات الأثرية التي قامت مؤخراً في المنطقة على توطن الإنسان في عصور ما قبل التاريخ. حيث تم اكتشاف عدد من الكهوف الأثرية التي تعود إلى عصور ما قبل التاريخ في الجبال الواقعة إلى الشمال والشمال الغربي في«قلعة سمعان» من أهمها: كهف «الديدرية» قرب قرية «برج عبد ألو» حيث عثرت بعثة سورية _ يابانية مشتركة على هيكل عظمي لطفل يعود إلى إنسان «نيادرتال» مئة ألف سنة وبالقرب من هذا الموقع يوجد تل«عين دارا» الأثرية حيث دلت الدراسات والتنقيبات الأثرية أن الإنسان توطن فيه منذ الألف الثاني قبل الميلاد، واستمر في الألف الأول حتى القرن السادس عشر الميلادي وقد أظهرت تلك التنقيبات عدداً من البقايا المعمارية أهمها، المعبد الآرامي في «عين دارا»، وهناك العديد من التلال غير المكتشفة.
إلى جانب هذه التلال والكهوف، نجد العديد من المواقع والقرى الأثرية التي يعود تاريخ بنائها إلى الفترة الواقعة بين القرنين الأول والسابع للميلاد، أي الفترة الرومانية ومن أمثال تجمعات السكن الروماني «قاطورة، خراب شمس» وفي انتشار الديانة المسيحية والسماح بالحرية الدينية في منتصف القرن الرابع، بدأت الكنائس والأديرة تنتشر في كل مكان، وأخذت تختفي تماثيل الأشخاص من المدافن والفيلات لتحل محلها رموز الصليب والإشارات الدينية ويمكن القول بأن معظم آثار المنطقة تعود إلى الفترة الرومانية والبيزنطية.

## البنية التحتية
يوجد ثلاثة مشافي في المدينة مشفى الفردوس للنسائية والتوليد والأطفال ومشفى الكنانة للجراحة ومشفى الأمل(مشفى الريح لغسيل الكلية) للجراحة والخدمات الإسعافية، فضلا عن وجود مركز رعاية صحية أولية ومركز دفاع مدني(إطفاء) يوجد شبكة انترنت هوائي وADSL وشركة كهرباء تغطي المدينة منذ فترة طويلة وشبكة مياه وصرف صحي متميزة بالإضافة إلى مقسم هاتف حديث. وشبكة من الطرقات المخدمة في جميع أنحاء المدينة، المدينة بحاجة للمشروعات السياحية التي تتماشى مع مكانتها السياحية كالفنادق والمطاعم والاستراحات، كما يوجد المدرسة الثانوية الشرعية ومقر للدائرة المالية ويتم التحضير لمقر سجل عقاري.

## السياحة
تعتبر دارة عزة من أهم المواقع السياحية لقربها من الكثير من المواقع الأثرية في هذه المنطقة من سورية، فبالإضافة إلى قلعة سمعان يوجد الكثير من المواقع الأخرى الأثرية والتي يعود تاريخها إلى العهد الروماني مثل المشبك والمدرج الروماني.
يقصدها حجاج الطائفة المارونية وكذلك تحج طائفة الدروز إلى مزار موجود في جبل الشيخ بركات. يوجد مزار الشيخ سليمان أيضاً على مقربة منها، فهي بذلك تعتبر مقصدآ للزوار والسياح.